# 金鼎镇
金丁镇，是中华人民共和国陕西省延安市志丹县下辖的一个乡镇级行政单位。

## 行政区划
金丁镇下辖以下地区：
金鼎村、赵石洼村、赵沟门村、小蒜川村、王渠村、宜西沟村、马子川村、胡兴庄村、金汤村、仰天池村、爬子洼村、杨湾村、庙咀村、芦子沟村、卜鱼沟村、谢湾村、广中村、刘砭村、冯洼村、湫沟村和马莲崾先村。